# Jingle Bells
Jingle Bells (pierwotnie One Horse Open Sleigh) – utwór muzyczny napisany przez amerykańskiego kompozytora Jamesa Pierponta i opublikowany 16 września 1857.

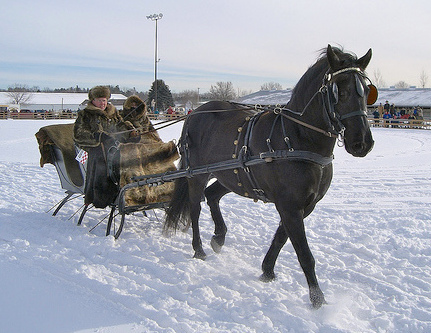
Otwarte sanie zaprzężone w jednego konia (ang. one horse open sleigh)

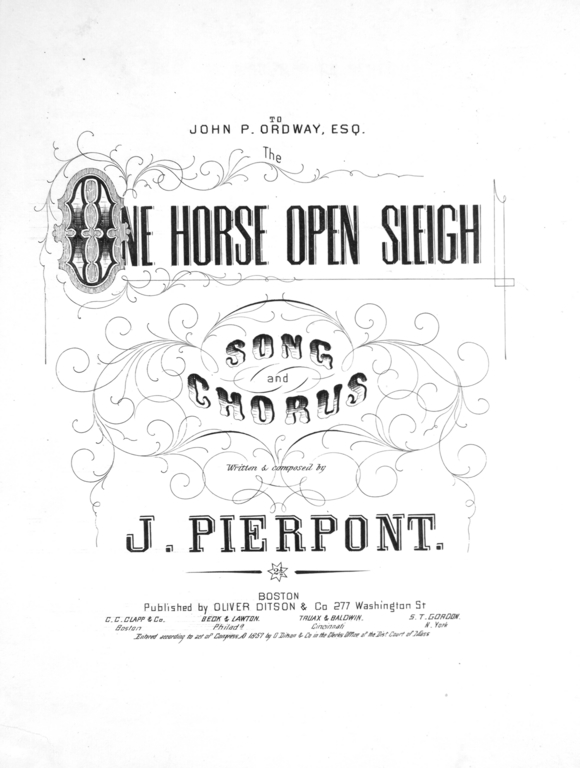
Strona tytułowa oryginalnej aranżacji utworu „The One Horse Open Sleigh” (bardziej znanego jako „Jingle Bells”) przechowywana w Bibliotece Kongresu USA.

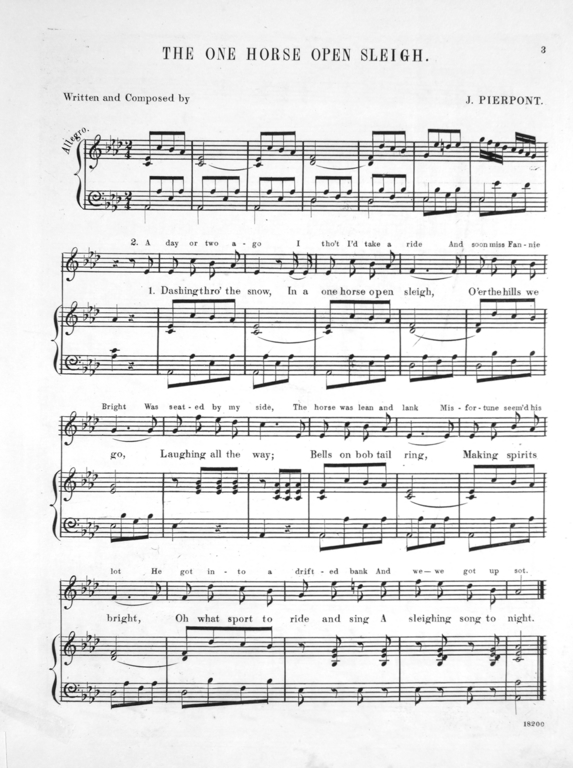
Strona 2

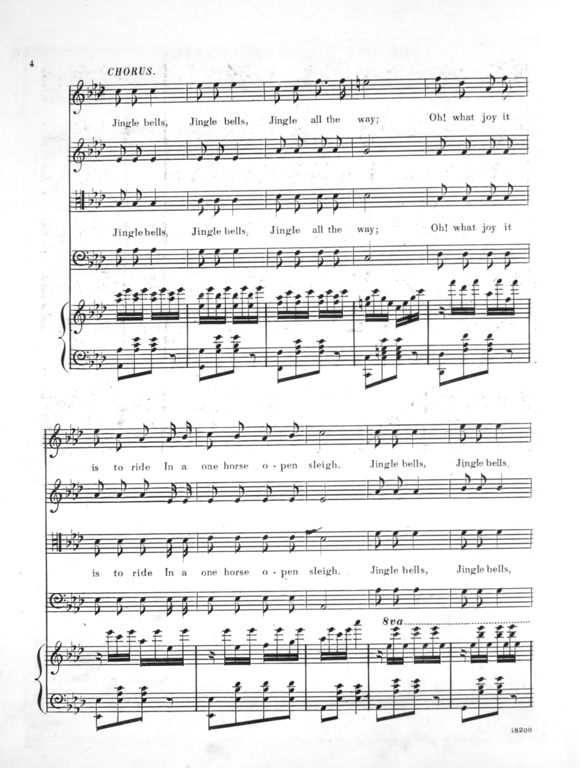
Strona 3

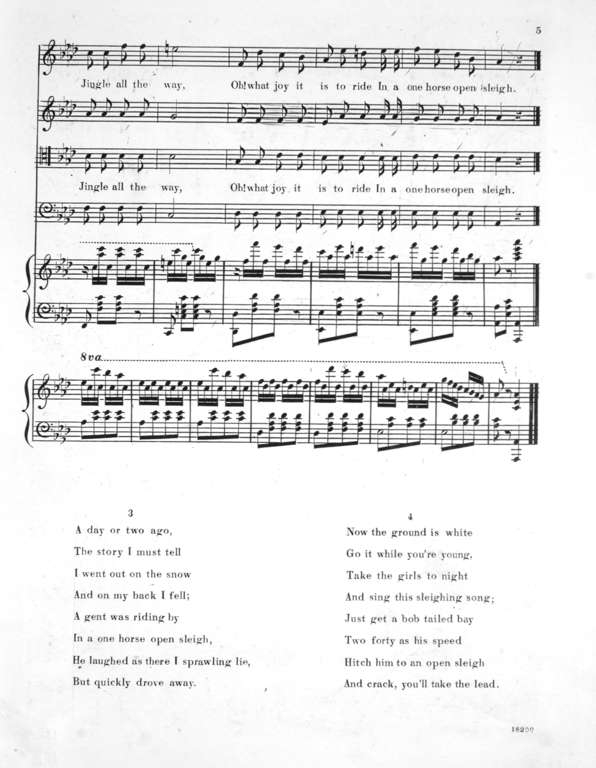
Strona 4

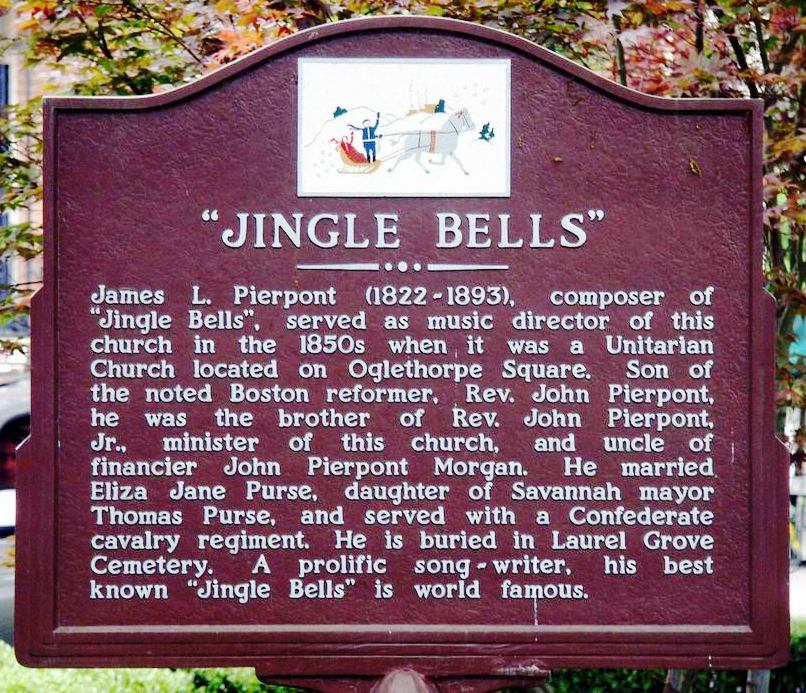
Tablica pamiątkowa poświęcona Jamesowi Lordowi Pierpont i jego Jingle Bells w Savannah, USA.

## Wykonawcy
Piosenka została nagrana przez wielu artystów, m.in.:
- Bing Crosby i The Andrews Sisters (1945)[2]
- Perry Como (1957)[3]
- Frank Sinatra (1957)[4]
- Dean Martin (1966)[3]
- Barry Manilow (1990)[5]
- Michael Bublé i The Puppini Sisters (2011)[6]
- The Vamps (2013)[7]
- Gwen Stefani (2017)[8]

### w polskojęzycznej wersji
- Krzysztof Krawczyk (1995)[9]

## Tekst
Znanych jest kilka wersji tego utworu, liczne wersje narodowe (których słowa czasami mają niewiele wspólnego z oryginalnym tekstem piosenki), a także liczne przeróbki i parodie.
Oryginalny tekst utworu „The One Horse Open Sleigh” napisanego przez Jamesa Lorda Pierponta w roku 1857 podany jest poniżej:
Dashing thro’ the snow,

In a one-horse open sleigh,

O’er the hills we go,

Laughing all the way;

Bells on bob tail ring,

Making spirits bright,

Oh what sport to ride and sing

A sleighing song to night.

Jingle bells, Jingle bells,

Jingle all the way;

Oh! what joy it is to ride

In a one horse open sleigh.

Jingle bells, Jingle bells,

Jingle all the way;

Oh! what joy it is to ride

In a one horse open sleigh.

A day or two ago,

I tho’t I’d take a ride,

And soon Miss Fannie Bright

Was seated by my side,

The horse was lean and lank;

Misfortune seemed his lot,

He got into a drifted bank,

And we, we got upsot.

A day or two ago,

The story I must tell

I went out on the snow

And on my back I fell;

A gent was riding by

In a one-horse open sleigh,

He laughed as there I sprawling lie,

But quickly drove away.

Now the ground is white

Go it while you’re young,

Take the girls to night

And sing this sleighing song;

Just get a bob tailed bay

Two forty as his speed.

Hitch him to an open sleigh

And crack, you’ll take the lead.

## Media
- W przypadku problemów z odtwarzaniem zobacz instrukcję obsługi